# Projecte gràfic obert
L'Open Graphics Project (OGP) es va fundar amb l'objectiu de dissenyar un maquinari de codi obert / arquitectura oberta i un estàndard per a targetes gràfiques, dirigit principalment a programari lliure / sistemes operatius de codi obert. El projecte va crear una placa de desenvolupament i prototipatge reprogramable i tenia com a objectiu produir finalment una targeta gràfica d'usuari final competitiva i amb totes les funcions.

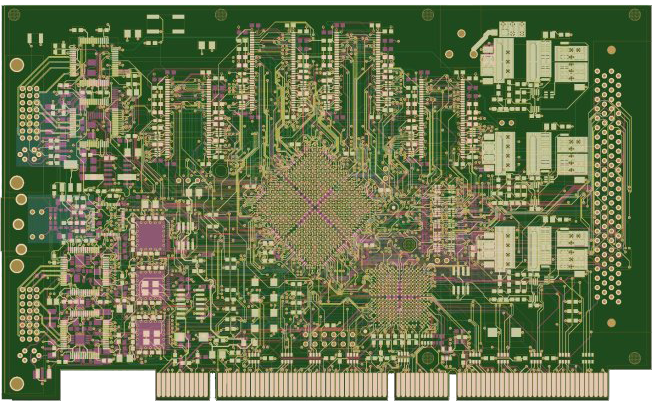
Obra d'art de la placa de desenvolupament de gràfics oberts

## OGD1

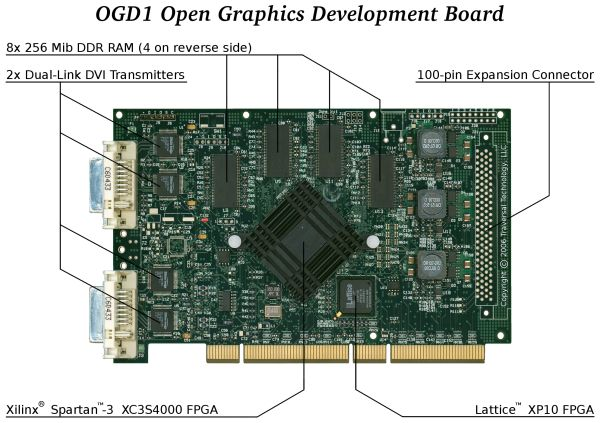
Prototip OGD1 - OGD1-256DDAV

El primer producte del projecte va ser una targeta gràfica PCI anomenada OGD1, que utilitzava un xip de matriu de porta programable en camp (FPGA). Tot i que la targeta no tenia el mateix nivell de rendiment o funcionalitat que les targetes gràfiques del mercat en aquell moment, es pretenia que fos útil com a eina per crear prototips de la primera placa de circuit integrat específic d'aplicació (ASIC) del projecte, així com per a altres professionals que necessiten targetes gràfiques programables o plaques de prototipatge basades en FPGA. També s'esperava que aquest prototip atregués prou interès per obtenir algun benefici i atraure inversors per a la següent targeta, ja que s'esperava que costaria uns 2.000.000 de dòlars EUA per començar la producció d'un disseny ASIC especialitzat. Es planejava seguir variants de PCI Express i/o Mini-PCI. L'OGD1 va començar a enviar-se el setembre de 2010, uns sis anys després de l'inici del projecte i 3 anys després de l'aparició dels primers prototips.
Es publicaran les especificacions completes i els controladors de dispositiu de codi obert es publicaran. Tots els RTL es publicaran. El codi font dels controladors del dispositiu i de la BIOS es publicarà sota les llicències MIT i BSD. Es preveu que l'RTL (en Verilog) utilitzat per a l'FPGA i l'RTL utilitzat per a l'ASIC es publiqui sota la Llicència Pública General (GPL) de GNU.
Té 256 MiB de RAM DDR, es refreda passivament i segueix els estàndards DDC, EDID, DPMS i VBE VESA. També està prevista la sortida de televisió.
Components principals de la targeta gràfica OGD1 (que es mostra a la imatge)

Obre el mapa de components de la placa de desenvolupament de gràfics

A) Parell de transmissors DVI A
B) Parell de transmissors DVI B
C) DAC triple de 10 bits de 330 MHz (darrere)
D) Xip de TV
E) SDRAM DDR 2x4 de 256 megabits (davant, darrere)
F) Xilinx 3S4000 FPGA (xip principal)
G) Lattice XP10 FPGA (interfície host)
H) SPI PROM 1 Mibit
J) SPI PROM 16 Mibit
K) 3x 500 DAC MHz (opcional)
L) Connector de vora PCI-X de 64 bits
M) Connector DVI-I A i connector B
N) Connector S-Video
O) Connector de bus d'expansió de 100 pins